# ۳۹۰ (میلادی)
۳۹۰ (میلادی) سیصد و نودمین سال تقویم میلادی است.

## زادگان
- گایسریک، پادشاه وندال‌ها و آلان‌ها (تاریخ احتمالی)

## درگذشتگان
‎